# Bandjarmasin
Bandjarmasin (Banjamarsin) és una ciutat de la costa sud de Kalimantan (Borneo) a Indonèsia, centre comercial i capital d'un antic sultanat esmentat des del segle xiv i modernament capital de la província del Kalimantan Meridional. La població és musulmana però influïda per la cultura javanesa.
El protectorat holandès es va establir el 1787. Sota els holandesos fou capital d'una de les residències (1859 a 1942). També fou capital de districte durant l'ocupació japonesa del 1942 al 1945. El 1997, durant distrubis que van precedir les eleccions legislatives, l'incendi del centre comercial Mitra Plaza van causar la mort almenys de 134 persones.